# Funktionsgenerator

Sinus, Rechteck, Dreieck und Sägezahn

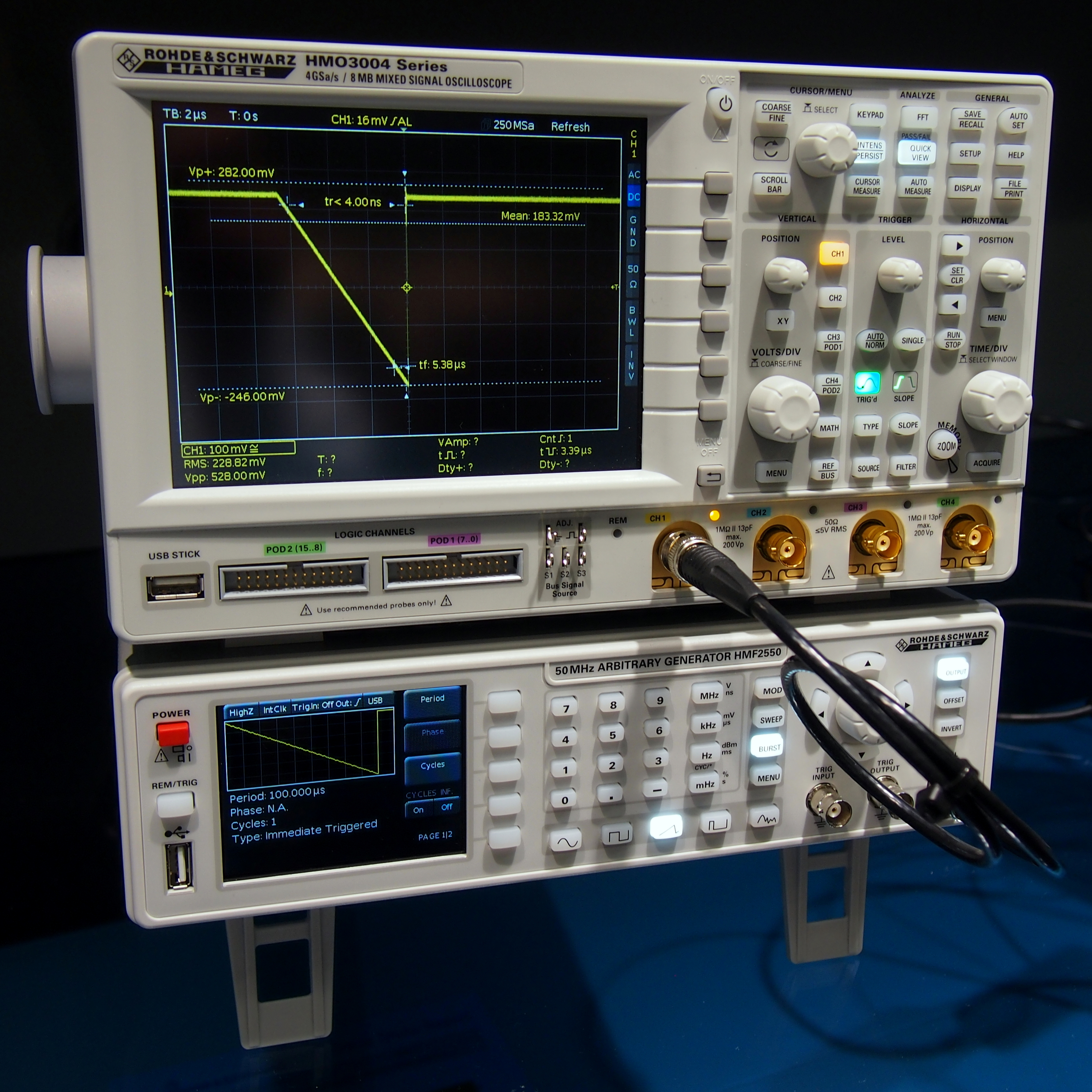
Digitaler Arbiträrgenerator HAMEG HMF 2550 unter einem Oszilloskop

Ein Funktionsgenerator ist ein Gerät zum Erzeugen periodischer elektrischer Signale mit unterschiedlichen Kurvenformen, insbesondere Sinus, Rechteck, Dreieck und Sägezahn, mit einstellbarer Frequenz (üblicherweise bis einige MHz) und Amplitude. 
Funktionsgeneratoren dienen zum Überprüfen von elektronischen Schaltungen wie Verstärker und Filter.
In Analogrechnern hat der Begriff Funktionsgenerator eine andere Bedeutung. Hier bezeichnet er einen Funktionsblock, der ein Ausgangssignal als Funktion eines Eingangssignals erzeugt. Dabei muss das Eingangssignal nicht die Zeit sein.

## Aufbau und Eigenschaften
Je nach Ausstattung sind Einstellmöglichkeiten für Symmetrie, Gleichanteil und oft auch für Wobbelfunktionen vorhanden. Manche Geräte enthalten einen Frequenzzähler zur genauen Einstellung. 

### Analoge Funktionsgeneratoren

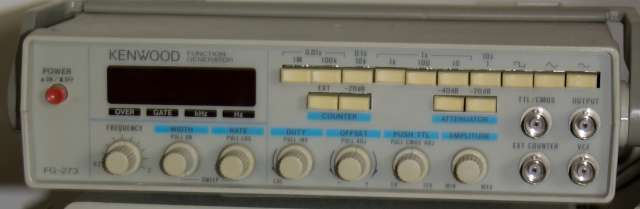
Analoger Funktionsgenerator

Einfache Funktionsgeneratoren mit analoger Schaltungstechnik enthalten einen einstellbaren Dreieck-Oszillator, dessen Ausgangssignal über eine nichtlineare Schaltung in ungefähre Sinusform gebracht wird. Bei diesen Geräten weisen die Sinusausgänge i. A. einen relativ hohen Klirrfaktor auf.  Das Rechtecksignal wird aus dem Dreieck mittels eines Komparators erzeugt, wobei durch Veränderung der Vergleichsspannung die Impulsbreite des Rechtecks eingestellt werden kann.  Dieser Aufbau steht in Form von integrierten Schaltungen zur Verfügung (z. B. XR2206, ICL8038, MAX038), wodurch er sehr kostengünstig zu realisieren ist.

### Digitale Funktionsgeneratoren
Digitale Funktionsgeneratoren, welche heute üblich sind, arbeiten mit direkter digitaler Synthese (DDS) und können verschiedene periodische Signalverläufe generieren. Die Genauigkeit ist wesentlich höher als bei Geräten mit analoger Schaltungstechnik und hängt primär von der internen Auflösung in der DDS ab. Als Taktquelle dient im Regelfall ein Quarzoszillator, welcher die DDS taktet. Über veränderbare Speichertabellen lassen sich mit manchen dieser Geräte auch beliebig programmierbare Kurvenformen erzeugen und periodisch ausgeben. Diese Funktionsgeneratoren werden als Arbiträrgenerator bezeichnet.

## Funktionsweise
In nebenstehender Abbildung ist ein einfacher Funktionsgenerator in analoger Schaltungstechnik dargestellt. Die Operationsverstärker OP1 und OP2 erzeugen das Rechteck- und Dreiecksignal wie unter Dreieck-Generator beschrieben. Die Widerstände R5 bis R6 und die Dioden D1 bis D6 bilden den Sinus-Former (sine shaper), einen spannungsabhängigen Widerstand. Steigt die Dreieckspannung, werden zuerst D1 und D2 über R5 leitend. Dann werden D3 und D4 über R6 leitend, und zuletzt leiten auch D5 und D6. Je höher die Spannung an R4, umso niederohmiger wird die Sinus-Former-Schaltung und umso mehr dämpft der Spannungsteiler R4/Sinus-Former das Signal. OP3 ist als Pufferverstärker mit Verstärkung=1 beschaltet.